# Comprador
Le mot comprador (en portugais : [ˌkõpɾaˈdoɻ ], litt. « acheteur ») désignait à l'époque coloniale un autochtone, fondé de pouvoir d'une firme étrangère, qui servait d'intermédiaire dans des opérations financières et marchandes entre les Européens et les autochtones en Asie du Sud-Est, notamment à partir des comptoirs portugais comme Macao et Guangzhou (Canton) en Chine.

## Histoire

### Origine du terme
Ces compradores étaient souvent riches. Robert Hotung, un célèbre comprador de la fin du XIXe siècle au service du conglomérat commercial britannique Jardine, Matheson & Co. était l'homme le plus riche de Hong Kong à l'âge de 35 ans. Sous la première république de Chine (1912-1949) il y eut plusieurs compradores notables, comme Zhang Jiahao de Shanghai et Tong King-sing du Guangdong.
Le terme a été utilisé par les marxistes pour décrire en premier lieu la bourgeoisie portuaire d'Amérique latine, directement liée aux capitaux étrangers. Il a également été très utilisé pour la Chine et on le trouve  dans un article de Mao Zedong de mars 1926. Selon Trotsky, la bourgeoisie russe d'avant 1917 avait "des caractères de plus en plus marqués de compradorisme", à l'image de celle de la Chine.

### Utilisation marxiste
La théorie marxiste de l'impérialisme reconnaît classiquement deux types de bourgeoisie : la bourgeoisie nationale - indépendante, avec des intérêts et une culture propres, et dont l'existence est liée à un État-nation - et la bourgeoisie « comprador» - inféodée au capital étranger, souvent comme simple intermédiaire vers un territoire donné, tirant sa position dominante du commerce avec l'étranger. Il s'agit d'un phénomène typique des pays colonisés. À partir de ces deux notions, le  théoricien marxiste  Nicos Poulantzas (1936 - 1979)  a avancé son concept de bourgeoisie intérieure comme étant celle qui a intériorisé dans son propre calcul économico-politique les intérêts d'un capital étranger.